# Кондотьер (картина Антонелло да Мессины)
«Кондотьер» — один из портретов художника Антонелло да Мессины эпохи итальянского Возрождения. Хранится в музее Лувр.

## Описание
Имя заказчика полотна неизвестно.
С небольшой по размерам картины на зрителя смотрит мужественный юноша, который не пытается быть любезным или кому-либо понравиться. Он смотрит отстранённо и будто с угрозой. Тёмный фон и тёмная одежда персонажа не отвлекают от хорошо освещённого лица, полного презрения, высокомерия и почти вражды.
Название картины дано позднее. В нём отразились впечатления зрителей о непоколебимой неприязни лица, напоминавшем кондотьеров, предводителей военных отрядов в Италии той эпохи. Последним ставили памятники на площадях итальянских городов, привлекая лучших художников или скульпторов (Уччелло, Донателло, Андреа Верроккьо).